# Горги Ђенг
Горги Си Ђенг (фр. Gorgui Sy Dieng; Кебемер, 18. јануар 1990) сенегалски је кошаркаш. Игра на позицији центра, а тренутно наступа за Сан Антонио спарсе.

## Каријера
Ђенг је од 2010. до 2013. године похађао Универзитет Луивила. У дресу Луивил кардиналса уписао је 102 наступа, а просечно је по мечу бележио 8,3 поена, 7,9 скокова, 2,6 блокада и једну украдену лопту. Био је део састава Кардиналса који је у сезони 2012/13. стигао до титуле NCAA првака. У сезони 2012/13. проглашен је и за најбољег одбрамбеног играча Биг Ист конференције. 
На НБА драфту 2013. године Јута џез је одабрао Ђенга је као 21. пика, али су права на њега исте вечери трејдована Минесота тимбервулвсима. Дана 17. јула 2013. потписао је и уговор са Тимбервулвсима.
Са репрезентацијом Сенегала освојио је бронзану медаљу на Афричком првенству 2017. године. Боје националног тима бранио је и на Светском првенству 2014. године.

## Успеси

### Репрезентативни
- Афричко првенство:  2017.

### Појединачни
- Идеални тим новајлија НБА — друга постава: 2013/14.